# حبق وبري
حبق وبري (الاسم العلمي:Ocimum comosum) هو نوع غير مؤكد من النباتات يتبع جنس الحبق من الفصيلة الشفوية.